# Heinrich Iselin
Heinrich Iselin (* 28. Juli 1888 in Basel; † 31. Januar 1955 in Riehen) war ein Schweizer Offizier.

## Leben

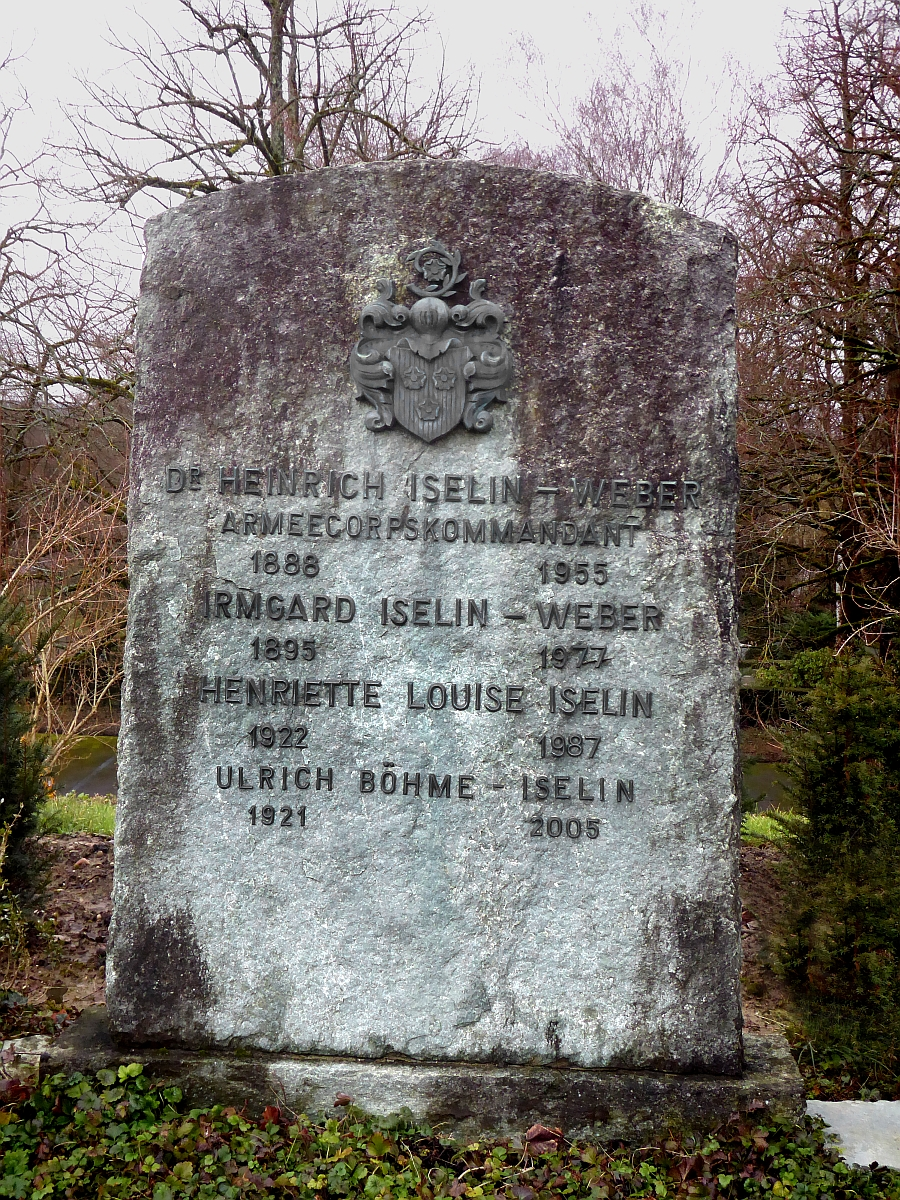
Familiengrab auf dem Friedhof am Hörnli, Riehen, Basel-Stadt

Heinrich Iselins Vater verstarb bereits ein Jahr nach seiner Geburt, Geschwister hatte er keine. Iselin war der Neffe des späteren Oberstkorpskommandanten Isaak Iselin-Sarasin. Er absolvierte ein Studium der Rechtswissenschaften, das er 1912 mit Promotion an der Universität Basel abschloss. 1915–1919 amtete er als Sekretär im Justizdepartement von Basel-Stadt.
Heinrich Iselin war in der Seidenband-Industrie tätig, Ende 1924 wurde er Sekretär und schon im Februar 1926 Präsident des Schweizerischen Seidenbandfabrikanten-Vereins, 1928–1940 war er Sekretär des internationalen Kunstfaserverbandes, während vieler Jahre zudem Sekretär der Basler Gesellschaft für Seidenindustrie.
Seinen Militärdienst als Milizoffizier leistete Iselin zunächst bei der Kavallerie, später vorwiegend in Stabsfunktionen, ab 1931 unter dem späteren Basler Oberstkorpskommandanten Rudolf Miescher. Von 1940 bis 1947 führte er trotz seiner bisherigen Stabslaufbahn als Berufsoffizier die 4. Division, von 1947 bis 1953 das 4. Armeekorps.
Iselin sass von 1928 bis zu seinem Tod im Vorstand der Freiwilligen Akademischen Gesellschaft, von 1929 an als Präsident, und ähnlich lange wirkte er im Komitee des Diakonissenhauses in Riehen. Später wurde er Mitglied der Kuratel der Universität und der Synode der evangelisch-reformierten Kirche, auch in weiteren gemeinnützigen Institutionen war er tätig.
Heinrich Iselin war Besitzer eines Landguts in Riehen, das bis heute nach ihm benannt ist (Iselin-Weber’sches Landgut). Er war verheiratet mit Irmgard Weber, das Paar hatte zwei Töchter und zwei Söhne.